# Nemess László
Nemess László, családi nevén Nemes, álnevein Hajós, Vásárhelyi, Somos László (Marosvásárhely, 1944. április 24. – Marosvásárhely, 2000. július 27.) erdélyi magyar tengerésztiszt, író.

## Életútja
Szülővárosában, a Bolyai Farkas Líceum érettségizett (1962), a konstancai Tengerhajózási Főiskolán szerzett diplomát (1967). Öt esztendeig szolgált hivatásos fedélzeti tengerésztisztként, járta a világtengereket. Itt szerzett élményanyagát dolgozta fel pályakezdő elbeszéléseiben, regényeiben, melyekkel az 1970-es évek elején jelentkezett. 1972-től az Előre marosvásárhelyi tudósítója, 1976-tól az Igaz Szó, 1990–91-ben a Látó szerkesztője: a prózarovatot vezette, s Markó Bélával, Gálfalvi Györggyel a lap Irodalmi Körét irányította. A Delfin c. magazinmellékletet szerkesztette, angol és román nyelvből fordított. 1991-ben Sepsiszentgyörgyre költözött, ahol a Háromszék c. napilap munkatársa nyugalomba vonulásáig (1995). Az Utunk, A Hét, Új Élet, Ifjúmunkás, Vörös Zászló külső munkatársa. 1982-ben megkapta a Marosvásárhelyi Írók Egyesületének prózadíját, 1991-ben és 1992-ben a Magyar Távirati Iroda tárcanovella-pályázatának különdíját.

## Szépirodalmi munkássága
Hajózásról, tengerekről, tengerészekről szól első regénye, a Hosszú út (1973), melyben két fiatal hajóstiszt megpróbáltatásait s férfias helytállását mutatta be. Új, eddig bejáratlan területet hódított meg ezzel a romániai magyar próza számára. Szilvesztert ajándékba c. kötete (1976) egy kisregényt s néhány elbeszélést tartalmaz. Az Igaz Szó annak idején vitaülést szervezett e könyvről, s közölte a vita anyagát (1976/12).
Novelláskötete, a Szarkalábakon jön a hajnal (1979) ugyancsak az egykori tengerésztiszt személyes élményeit hozza előtérbe, a hajósok cseppet sem szürke hétköznapjairól szól, ám ugyanekkor a szerző ráirányítja a figyelmet egy merőben más környezet bátor embereire is: a hegymászókra. Lászlóffy Aladár erre a kötetre hivatkozva mondja, hogy írója "egyik legeredetibb prózaírónk", értékelve humorát is. Másik novelláskötete, a Ködoszlás (1982) a korabeli ifjúság sokrétű erkölcsi kérdéseit tárgyalja nagy beleérzéssel, hitelesen. Kritikusa, Mózes Attila ezt a novellafüzért éppenséggel pikareszk regénynek fogta fel. "Nemess László – írja – az apró ellentételezésekkel tud fokozni. Az ellentétek pedig egymásba kapcsolódnak, szorítják egymást, és lassan a vörös izzásig hevítik a cselekményt. Az ellentétek a hétköznapok apró pillanatképeiből állanak össze, s összhatásukban azért félelmetesek, mert jól felismerhető a rettegésben a hétköznapiság néhány eseménymotívuma. A kis atrocitások a rettegés apokalipszisává állnak végül össze, s az unalom hétköznapjaiból épülnek ki. A rettegésben tartott ember manipulálható, ez az erőszak hatalmi ideája..."
Az 1980-as években újra regényekkel jelentkezett, s e műveit saját "belső tengerein" tett újabb utazásainak is felfoghatjuk. Jellemformálása elmélyültebbé vált. A nyár utolsó éjszakája (1986) c. regénye egy hirtelen nagyra nőtt kisváros művészvilágának fiatal jeleseiről, helyüket kereső tehetségekről vagy kallódó figurákról, szövevényes szerelmi bonyodalmakról, pletykákról, egymásba gabalyodó történésekről nyújt mozgalmas és hiteles összképet, mindenek központjában a szobrász Égő Mátyással. Jól felismerhető, hogy a helyszín a szerző szülővárosa s az alakok többségének modellje marosvásárhelyi ifjú lehetett.
Következő regénye, a Józsua (1989) szembenéz a hatalom és a kiszolgáltatott egyén viszonyának izgató problematikájával. E regényében ismét a tenger vonzásában alakítja hőse sorsát: Józsuát, a kapitányt a szakadék széléről emeli magához egy hatalmas hajózási cég s küldi tengerre, hogy elpusztíthassa... Józsua egyre inkább beletörődik végzetébe, lépésről lépésre halad előre az erkölcsi züllés útján. Rajta is eluralkodik a dicsőség keresése, a hatalomvágy, s ebben a kegyetlen szorításban fokozatosan hull darabjaira az ember személyisége, devalválódik az igazi érték. Ebből a regényből sem hiányzik a helyzetek izgalmas feszültsége, s ez az emberhez méltó lét esélyeinek századvégi riasztó kalandjára emlékeztet.

## Kötetei
- Hosszú út (regény, Kolozsvár, 1973)
- Szilvesztert ajándékba (elbeszélések, Kolozsvár, 1976)
- Szarkalábakon jön a hajnal (novellák, Kolozsvár, 1979)
- Ködoszlás (novellák, 1982)
- A nyár utolsó éjszakája (regény, 1986)
- Józsua (regény, 1989)
- Milyen csodálatos. Válogatott novellák és elbeszélések; Mentor, Marosvásárhely, 2002
- Társszerzője a marosvásárhelyi fekete márciust megörökítő Fehér könyvnek (Budapest, 1991) Marosi Barna, Oltyán László, Tófalvi Zoltán és Nagy Miklós Kund mellett.